# David Kavlin
David Jaime Kavlin (Salta, 26 de diciembre de 1971) es un periodista y presentador de radio y televisión argentino.

## Biografía

### Primeros años e inicios de carrera
David Kavlin nació el 26 de diciembre de 1971 en la provincia argentina de Salta. Su padre era de origen boliviano, y sus abuelos eran belgas, judíos alemanes y ucranianos.Se recibió de licenciado en Comunicaciones Sociales en la Universidad Nacional de Córdoba. Debutó en una radio pirata hacia 1985: ese fue el trampolín para llegar a la FM de Salta, como conductor del programa Maratón tanto en la FM como en la televisión local.
Años más tarde se radicó a la ciudad de Córdoba donde trabajó para los dos canales más importantes de la ciudad. Allí conoció a su inseparable compañero, el "Mono" Amuchastegui. Su programa de TV 12 mil, fue nominado a los Premios Martín Fierro de 1993.
En 1996 viajó a Paraguay, en donde condujo junto al Mono el programa Verano Heat en Canal 13 y Radio So'ó en la Rock & Pop de Asunción. En 1997 condujo Verano Heat y El gusto es nuestro en Canal 13 de Paraguay y Canal 105 en Cablevisión. Paralelamente sorprendía en la radio con una nueva propuesta llamada Gracias por molestar en Radio Venus que se mantuvo en el aire hasta 1999. Los medios locales describieron a la dupla como una de las parejas más populares de la radio de Paraguay.
En 1999 cambió de canal y llegó a Telefuturo con un nuevo ciclo titulado Anochecer de un día agitado. En 2000 se renueva e impacta con el programa Verano agitado-Puerto verano. Ese mismo año comienzan un éxito radial, en Radio City, llamado Molestia aparte.

### 2001-2010: Desembarco en la TV abierta argentina
Fueron sus últimas ofertas en la pantalla chica los que llamaron poderosamente la atención del entonces director de contenidos de Telefe, Claudio Villarruel, quien los invitó a producir para el canal de las pelotitas tricolores.
En diciembre de 2001, comenzó con la conducción del ciclo Vale la pena. En abril de 2003 condujo el reality de alto riesgo Factor Miedo de producción holandesa.
Luego de tres años de éxito en la pantalla más vista de Argentina, decidió dar un salto más arriesgado y da el sí a la convocatoria del conductor y productor más importante del país, Marcelo Tinelli. Así se hace cargo de la conducción del mítico ciclo Feliz Domingo en 2005. El show duró hasta mediados de 2006.
A principios de 2007 estuvo al frente de la conducción de Fox Sports Playa en Mar del Plata junto a Alejandra Martínez por la señal de deportes Fox Sports (Latinoamérica). Ese mismo año también comenzó Aunque ud. no lo viera en el Canal 13 de Paraguay que lo hizo junto a su inseparable compañero "El Mono" Amuchastegui. En el mes de junio se unió al programa D9A12 el cual condujo junto a Susana Roccasalvo, D9A12 era un magazín matutino que se emitió por la señal Magazine. El programa llegó a su fin en diciembre de 2007.
En enero de 2008 volvió con Improvisados ¿Dónde está el guion?, programa que condujo junto a su, cuando no, inseparable amigo Mono Amuchastegui por la pantalla de Magazine. Además gracias a dicho programa tuvo una nominación a los Martín Fierro de Cable 2009.
En 2010 hizo una pequeña participación en la novela Alguien que me quiera, emitida por Canal 13. También ese mismo año fue elegido para participar en una serie mexicana que tiene que ver con el Mundial de fútbol. El talismán fue producida íntegramente por Pol-Ka y realizada en Argentina para México.

### 2011-2015: Debut como cantante y TV de cable
En 2011 Vale 97.5 pone en rotación Desperté, su sencillo debut como cantante. Además otro de sus temas fue usado de cortina de la novela chilena Peleles, que se emitió en el Canal 13 de ese país, en el prime time. El tema se llama Dos amantes y fue escrito por el propio Kavlin.
Ese mismo año desembarca en el Canal 26 con Lo que pasa en el Día.
En 2012 condujo Kavlin de Último Momento, un late night show que se emitió en las noches de Canal 26.
En 2013 sigue siendo uno de los conductores más importantes del Canal 26. A partir del 2 de diciembre de ese año empieza a conducir el programa de radio Informant3s
El martes 3 de junio de 2014 debutó como conductor del Late Night Informativo Día 24, que se emitió por el canal A24. En 2015 se desempeñó como conductor del magazine diario llamado Mediodías, más que noticias donde discutía con Daniela Katz, programa que también se emite por el canal A24.

### 2016-presente: Regreso a la TV abierta y más
El lunes 4 de abril de 2016 empezó a trabajar como panelista en el programa Infama que se emitía de lunes a viernes por América TV. En febrero de 2017 empezó el ciclo radial Radio Uno junto a Ivana Nadal y Monchi Balestra. Desde el 1º de marzo conduce con gran equipo el programa llamado El Regreso de Canal 26 por la pantalla de Canal 26.
Desde el 6 de marzo de 2023 en adelante está presente en la pantalla del Canal 9 como panelista junto a Maju Lozano, Tatiana Schapiro,  Lola Cordero, Noelia Barral Grigera y Diego García Sáez en una versión renovada del programa Todas las Tardes.

## Televisión
| Año         | Programa                           | Emisora             | Notas                  |
| ----------- | ---------------------------------- | ------------------- | ---------------------- |
| 1993        | 12 Mil                             | Canal 12 (Córdoba)  | Conducción             |
| 1996-1997   | Verano Heat                        | Canal 13 (Paraguay) | Conducción             |
| 1997        | El gusto es nuestro                | Canal 13 (Paraguay) | Conducción             |
| 1997        | Calor 105'                         | Unicanal            | Conducción             |
| 1999        | Anochecer de un día agitado        | Telefuturo          | Conducción             |
| 2000        | Verano agitado-Puerto verano       | Telefuturo          | Conducción             |
| 2001        | Vale la pena                       | Telefe              | Conducción             |
| 2002        | Sabor a Mi                         | Telefe              | Conducción             |
| 2002        | Vacaciones en Telefe               | Telefe              | Conducción             |
| 2003        | Factor Miedo                       | Telefe              | Conducción             |
| 2005        | Showmatch                          | Canal 9             | Participación especial |
| 2005-2006   | Feliz Domingo                      | Canal 9             | Conducción             |
| 2007        | Fox Sports Playa                   | Fox Sports          | Conducción             |
| 2007        | Aunque ud. no lo viera             | Canal 13 (Paraguay) | Conducción             |
| 2007        | D9A12                              | Magazine            | Conducción             |
| 2008-2009   | Improvisados ¿Dónde está el guion? | Magazine            | Conducción             |
| 2008        | Premios ATVC 2008                  | Magazine            | Conducción             |
| 2010        | Alguien que me quiera              | El Trece            | Participación especial |
| 2011 - 2013 | Lo que pasa en el Día              | Canal 26            | Conducción             |
| 2012        | Kavlin de Último Momento           | Canal 26            | Conducción             |
| 2014        | Día 24                             | A24                 | Conducción             |
| 2014-2016   | Mediodías, más que noticias        | A24                 | Conducción             |
| 2016-2018   | Infama                             | América TV          | Panelista              |
| 2018        | Pamela a la tarde                  | América TV          | Panelista              |
| 2019        | Gente opinando                     | Net TV              | Panelista              |
| 2019        | Chismoses                          | Net TV              | Panelista              |
| 2022 - 2023 | La Mañana De Canal 26              | Canal 26            | Conductor              |
| 2023-2024   | El regreso de Canal 26             | Canal 26            | Conductor              |
| 2023-2025   | Todas las tardes                   | Canal 9             | Panelista/Conducción   |
| 2024        | Tarde a tarde                      | IP Noticias         | Conducción             |
| 2025        | Con Carmen                         | elnueve             | Panelista/Conducción   |

## Radio
| Año       | Programa                 | Emisora                           | Notas      |
| --------- | ------------------------ | --------------------------------- | ---------- |
| 1985      | Maratón                  | FM Salta (Salta)                  | Conducción |
| 1996      | Radio SO'O               | Rock & Pop de Asunción (Paraguay) | Conducción |
| 1997-1999 | Gracias por molestar     | Radio Venus (Paraguay)            | Conducción |
| 2008-2009 | Circo parlante           | Radio Rivadavia (Bs. As.)         | Conducción |
| 2011      | Kavlines pelados         | Radio TKM (Bs. As.)               | Conducción |
| 2013      | Informantes              | Radio 89.90 (Bs. As.)             | Conducción |
| 2015      | Café fuerte              | Radio Uno FM 103.1 (Bs. As.)      | Conducción |
| 2016      | Kavlines Pelados         | Radio Splendid (AM 990) (Bs. As.) | Conducción |
| 2017-2018 | Ruta Uno                 | Radio Uno FM 103.1 (Bs. As.)      | Conducción |
| 2018-2019 | Kavlin de último momento | Conexión Abierta (Bs. As.)        | Conducción |
| 2019      | Una Mañana Mejor         | AM Radio El Mundo 1070 (Bs. As.)  | Conducción |
| 2019      | Kavlin A Diario          | Radio Jai FM 96.3 (Bs. As.)       | Conducción |

## Premios
- Nominación: Martin Fierro 1993 por 12 mil
- Nominación: Martin Fierro de Cable 2009 por Improvisados ¿Dónde está el guion?

## Discografía

### Como solista

#### Álbumes de estudio
- (2012) Belleza reversible[18]

| N.º | Título                | Escritor(es)                                          | Duración |  |
| 1.  | «Así (AC)»            | David Kavlin, Alejandro Guevara, Lucas Manuel Sánchez | 3:02     |  |
| 2.  | «De vez en cuando»    | Kavlin, Guevara, Sánchez                              |          |  |
| 3.  | «Comienza»            | Kavlin, Guevara, Sánchez                              |          |  |
| 4.  | «Dos amantes»         | Kavlin, Guevara, Sánchez                              | 3:16     |  |
| 5.  | «Perlas y rosas (AC)» | Kavlin, Guevara, Sánchez                              |          |  |
| 6.  | «Adicto»              | Kavlin, Guevara, Sánchez                              |          |  |
| 7.  | «Uno, dos, tres»      | Kavlin, Guevara, Sánchez                              |          |  |
| 8.  | «Así»                 | Kavlin, Guevara, Sánchez                              | 2:58     |  |
| 9.  | «Perlas y rosas»      | Kavlin, Guevara, Sánchez                              | 3:23     |  |
| 10. | «Ven acá»             | Kavlin, Guevara, Sánchez                              |          |  |
| 11. | «Desperté»            | Kavlin, Guevara, Sánchez                              | 3:16     |  |

#### Sencillos
| Año  | Sencillo    | Álbum              | Notas                              |
| ---- | ----------- | ------------------ | ---------------------------------- |
| 2011 | Desperté    | Belleza Reversible | Primer sencillo del álbum          |
| 2011 | Dos amantes | Belleza Reversible | Canción usada en la novela Peleles |

### Con Too Matados

#### Lista de canciones
| Año  | Sencillo         | Álbum     | Notas            |
| ---- | ---------------- | --------- | ---------------- |
| 2017 | Marta Minujin    | Sin Álbum | Primer sencillo  |
| 2017 | Mega Funky Disco | Sin Álbum | Segundo Sencillo |
| 2018 | Everybody Now    | Sin Álbum | Tercer sencillo  |
| 2018 | Yo Te Pido       | Sin Álbum | Cuarto Sencillo  |

## Vida personal
En 2009 se casó con su novia Laura "Loli" Bigio, con la cual tuvo dos hijos, Emma, nacida en 2011, y Tommy, nacido en 2014. En agosto de 2016 se separó de su esposa en buenos términos.